# Bohumil Augustyn
Bohumil Augustyn (* 25. Juni 1960 in Tišnov) ist ein ehemaliger tschechischer Fußballspieler und -trainer.

## Karriere
In seiner Heimat der Tschechoslowakei spielte Augustyn für die VTJ Tábor und den FC Zbrojovka Brünn. Im Jahre 1983 kam er dann nach Deutschland, wo er in der 2. Bundesliga drei Mal für Stuttgarter Kickers spielte. In den darauf folgenden Spielzeiten spielte er für den FV Biberach, die SpVgg 07 Ludwigsburg und den Offenburger FV.
Als Trainer gewann er mit der TSG Backnang 1991 den württembergischen Verbandspokal durch einen 2:1-Sieg beim SSV Reutlingen. Zudem trainierte er noch den GSV Maichingen und den 1. FC Pforzheim.